# Worms: A Space Oddity
Worms: A Space Oddity es un videojuego de estrategia por turnos para Wii. El juego fue anunciado el 30 de agosto de 2007 y lanzado el 18 de marzo de 2008 en Norteamérica, con otras regiones que siguen poco después.

## Gameplay
La jugabilidad es muy similar a las versiones anteriores de la serie Worms.
A Space Oddity utiliza controles basados en gestos que permiten a los jugadores lanzar varios ataques. El juego se representa en 2D. El nombre es una referencia a 2001: Una odisea del espacio y la canción de David Bowie "Space Oddity".
Esta rareza del espacio se fija en el espacio sí mismo, con el arsenal generalmente de las armas que se ponen al día para adaptarse. Hay 6 temas incluidos, a saber, Cavernia, Tenticlia, Frostal, Kaputzol, Mechanopolis y la Tierra. Los gusanos son personalizables en términos de color de piel y estilo de casco, como en Worms: Open Warfare 2.

## Desarrollo
Cuando Worms: A Space Oddity se anunció por primera vez, iba a tener conexión Wi-Fi y contenido descargable. Team17 luego desechó la idea de juego en red, con el editor afirmando que sería mejor si los jugadores eran capaces de burlarse mutuamente y jugar cara a cara.«Worms Wii Lacks Promised Online Play». Shacknews. Consultado el 15 de marzo de 2008.

## Recepción
Aunque Eurogamer afirmó que el control basado en los gestos es un truco y poco fiable, la mayoría de los sitios de revisión dijeron lo contrario, con IGN notando que "el primer DS Worms... fue gravemente herido por un método de control descuidado, pero ese no es de ninguna forma el caso esta vez.", y 1UP.com comentando: "Los controles de movimiento de Wii son inicialmente tan amistosos como una bestia Rancor, pero son tan fácilmente conquistados", y "después de unos cuchillazos del Wiimote, oscilaciones, y las bombas, es probable que nunca quiera volver a los controles tradicionales de pulsación de botones."